# Вдовичка світлохвоста
Вдовичка світлохвоста (Vidua fischeri) — вид горобцеподібних птахів родини вдовичкових (Viduidae).

## Поширення
Вид поширений в Танзанії, Ефіопії, Кенії, Сомалі, Південному Судані та Уганді. Живе у вологих саванах із заростями чагарників, галерейних лісах та лісах міомбо.

## Опис
Дрібний птах, завдовжки 10–11 см, вагою 9-18 г. Це стрункий на вигляд птах, із закругленою головою, міцним і конічним дзьобом, загостреними крилами та хвостом з квадратним закінченням.
У самців верхня частина тіла, голова та горло чорні, лише лоб кремово-білого забарвлення. Груди та черево світло сірі. У шлюбний період чотири центральних пір'їни хвоста стають довгими (30-32 см завдовжки) і ниткоподібними, жовтого кольору. У самиць верхня частина тіла коричнева з темнішими смужками на окремих пір'їнах, груди і горло помаранчево-коричневі, а черево сірувате. У самиць дзьоб помаранчевий, у самців червоний. В обох статей очі темно-карі, а ноги рожевого кольору.

## Спосіб життя
Поза сезоном розмноження трапляється у змішаних зграях з астрильдовими і ткачиковими. Живиться насінням трав, яке збирає на землі. Рідше поїдає ягоди, дрібні плоди, квіти, комах.

## Розмноження
Сезон розмноження збігається з завершальною фазою сезону дощів, що триває з січня по червень. Гніздовий паразит. Підкидає свої яйця у гнізда астрильдів Uraeginthus ianthinogaster. За сезон самиці відкладають 2-4 яйця. Пташенята вилуплюються приблизно через два тижні після відкладення: вони народжуються сліпими і немічними. Вони мають мітки на сторонах рота і горла, ідентичні тим, як у пташенят астрильдів, внаслідок чого їх не можна відрізнити. Пташенята ростуть разом з пташенятами прийомних птахів, слідуючи їхньому циклу росту. Вони залишають гніздо через три тижні після вилуплення, але незалежними стають до півторамісячного віку. Часто ці пташенята залишаються у зграї своїх прийомних батьків.